# Đảng Cộng sản Belorussia
Đảng Cộng sản Byelorussia (tiếng Nga: Коммунистическая партия Белоруссии; tiếng Belarus: Камуністычная партыя Беларусі), còn được biết đến là Đảng Cộng sản (bolshevik) Byelorussia (tiếng Nga: Коммунистическая партия (большевиков) Белоруссии) cho đến năm 1952, là một đảng cộng sản ở Belarus 1918–1991, thành lập sau Cách mạng Nga năm 1917. Đảng này từng là một phần của Đảng Cộng sản Nga (bolshevik) vào ngày 30 tháng 12 năm 31 tháng 12 năm 1918 với tổng số 17.800 thành viên. Đây là điều quan trọng trong việc sáng lập nên nước Cộng hòa Xô viết Byelorussia vào tháng 1 năm 1919. Từ tháng 2 năm 1919 đến năm 1920, nó hoạt động như một tổ chức duy nhất cùng với Đảng Cộng sản Litva, lúc đó được gọi là Đảng Cộng sản (bolshevik) Litva và Belorussia.

## Bí thư thứ nhất Đảng Cộng sản Byelorussia
- Alexander Miasnikian (1918 – 1919)
- Vincas Mickevičius-Kapsukas (1919)
- Vilhelms Knoriņš (9 tháng 8 năm 1920 – 1923)
- Alexanderr Osatkin-Vladimirsky (1923 – 1924)
- Aleksandr Krinitsky (13 tháng 5 năm 1924 – 22 tháng 12 năm 1925)
- Mikałaj Haładzied (22 tháng 12 năm 1925 – 7 tháng 5 năm 1927)
- Vilhelms Knoriņš (7 tháng 5 năm 1927 – 4 tháng 12 năm 1928) (lần thứ 2)
- Yan Gamarnik (4 tháng 12 năm 1928 – 3 tháng 1 năm 1930)
- Konstantin Gey (3 tháng 1 năm 1930 – 18 tháng 1 năm 1932)
- Nikolay Gikalo (18 tháng 1 năm 1932 – 18 tháng 3 năm 1937)
- Vasil aranhovič (18 tháng 3 – 17 tháng 7 năm 1937)
- Yakov Yakovlev (27 tháng 7 – 8 tháng 8 năm 1937) (quyền)
- Aleksei Volkov (11 tháng 8 năm 1937 – 18 tháng 6 năm 1938)
- Panteleimon Ponomarenko (18 tháng 6 năm 1938 – 7 tháng 3 năm 1947) (lưu vong ở Nga, tháng 6 năm 1941 – 1944)
- Nikolay Gusarov (7 tháng 3 năm 1947 – 31 tháng 5 năm 1950)
- Nikolay Patolichev (31 tháng 5 năm 1950 – 28 tháng 7 năm 1956)
- Kiryła Mazuraŭ (28 tháng 7 năm 1956 – 30 tháng 3 năm 1965)
- Piotar Mašeraŭ (30 tháng 3 năm 1965 – 4 tháng 9 năm 1980)
- Cichan Kisialoŭ (15 tháng 10 năm 1980 – 11 tháng 1 năm 1983)
- Mikałaj luńkoŭ (13 tháng 1 năm 1983 – 6 tháng 2 năm 1987)
- Jafrem Sakałoŭ (6 tháng 2 năm 1987 – 30 tháng 11 năm 1990)
- Anatol Małafiejeŭ (30 tháng 11 năm 1990 – tháng 8 năm 1991)